# Bjørnemose (Svendborg Kommune)
 For alternative betydninger, se Bjørnemose. (Se også artikler, som begynder med Bjørnemose)
Bjørnemose er en sædegård, der ligger i Tved Sogn, Sunds Herred, Svendborg Kommune. Bjørnemose var oprindeligt i kronens besiddelse, for første gang man hører om gården, er i 1531, da Christian 3. overlod den på livstid til Hans Ottesen. I de efterfølgende år skiftede godset hænder mellem forskellige adelsfolk, indtil 1867 hvor godset blev købt af Jens Hansen. Hans efterkommere ejede gården i de næste 130 år, Indtil den blev købt af Heidi Sommer i 1995. Godset blev herefter en del af en større arvestrid mellem Heidi sommer og hendes eksmand Jens Dinesen. Heidi sommer endte med at sælge godset i 2017 til Vagn Rasmussen.[kilde mangler]
Hovedbygningen er opført i 1745-1756 og tilbygget i 1854.
Bjørnemose Gods er på 165 hektar.
4. januar 2021 opstod der en skorstensbrand, som bredte sig til den øvrige del af taget. Branden ødelagde det meste af hovedbygningen, men er efterfølgende blevet helt genopbygget.

## Ejere af Bjørnemose
- (før 1531) Kronen
- (1531-1561) Hans Ottesen
- (1561-1618) Kronen
- (1618-1630) Jacob Ulfeldt
- (1630) Birgitte Jacobsdatter Ulfeldt gift Krafse
- (1630-1638) Otto Krafse
- (1638-1658) Henning Valkendorf
- (1658) Henning Valkendorf
- (1658-1659) Hans von Ahlefeldt
- (1659-1679) Margrethe Blome gift Valkendorf
- (1679-1705) Knud Sivertsen Urne
- (1705-1707) Anna Beate Henningsdatter Valkendorf gift (1) Urne (2) Skeel
- (1707-1729) Erik Christoffersen Skeel
- (1729-1742) Ida Christoffersdatter Skeel gift von Holsten
- (1742-1757) Erik Christian Sehested
- (1757) Jens Juel
- (1757-1759) Elisabeth Jensdatter Juel gift Ahlefeldt-Laurvigen
- (1759-1791) Christian greve Ahlefeldt-Laurvigen
- (1791-1804) Vilhelm Carl Ferdinand greve Ahlefeldt-Laurvigen
- (1804-1811) Albrecht Christoph von Heinen
- (1811-1812) Peter Johansen de Neergaard
- (1812-1825) Adam Gottlob Josva von Bülow
- (1825-1835) Rasmus Hartvig von Bülow
- (1835-1847) J. P. Jensen
- (1847-1848) J. P. Jensens dødsbo
- (1848-1854) Jens Christian Harreschou
- (1854-1866) Erik Carl baron Bille-Brahe
- (1866-1867) Hedevig Charlotte Amalie baronesse Schaffalitzky de Muckadell gift Bille-Brahe
- (1867-1897) Jens Hansen Kromann
- (1897-1920) M. Jensen Kromann
- (1920-1965) Jens Otto Kromann
- (1965-1995) Jens Kromann
- (1995-2017) Bjørnemose ApS v/a Heidi Sommer
- (2017-) Vagn Rasmussen[3]